# 愛德華·阿德爾伯特·多伊西
愛德華·阿德爾伯特·多伊西（英語：Edward Adelbert Doisy，1893年11月13日—1986年10月23日）是一名美國生物化學家。他因與亨利克·達姆發現維生素K以及其化學結構，而於1943年獲得諾貝爾生理學或醫學獎。
多伊西於1893年11月13日出生於伊利諾州休姆。他於1914年和1916年分別在伊利諾大學厄巴納-香檳分校獲得學士學位和碩士學位，並於1920年在哈佛大學獲得博士學位。
1919年，多伊西接受聖路易華盛頓大學生物化學系的任命，在那裡他的級別上升至副教授。1923年，他搬到聖路易斯大學擔任教授和新的生物化學系的主任。他一直擔任該系的教授和主任，直到1965年退休。聖路易斯大學為了紀念他，將該系更名為E·A·多伊西生物化學系。最近，該系再次被重新命名。它現在被稱為E·A·多伊西生物化學和分子生物學系。
1940年，多伊西在芝加哥大學醫學院擔任醫學講師。
多伊西還在1930年與阿道夫·布特南特競爭雌酮的發現。他們獨立發現了這種物質，但只有布特南特在1939年獲得諾貝爾化學獎。

## 外部連結
- 愛德華·阿德爾伯特·多伊西 （页面存档备份，存于）在諾貝爾獎官方網站上的資料
- St. Louis University Department of Biochemistry and Molecular Biology （页面存档备份，存于）